# Municipio de Carvers Creek (condado de Cumberland)
El municipio de Carvers Creek (en inglés: Carvers Creek Township) es un municipio ubicado en el  condado de Cumberland en el estado estadounidense de Carolina del Norte. En el año 2000 tenía una población de 21.379 habitantes.

## Geografía
El municipio de Carvers Creek se encuentra ubicado en las coordenadas 35°12′21.47″N 78°51′45.81″O / 35.2059639, -78.8627250.